# Hornyák Tibor
Hornyák Tibor (Újpest, 1926. július 17. – 2006. december 25.) magyar politikus, író, újságíró.

## Életpályája
Szülei: Hornyák Antal és Nagy Erzsébet voltak. 1945-ben a Magyar Kommunista Párt tagja lett. 1946-1947 között a Magyar Szabadság Párt újpesti titkára volt. 1947-ben a Magyar Függetlenségi Párt újpesti elnöke volt; a párt felszámolása után segédmunkás, gépkocsivezető, régiségkereskedő volt. 1956-ban újjászervezte a pártot, melynek elnöke lett; a forradalom bukása után 1957-ben letartóztatták. 1959-ben 12 évi börtönre ítélték, de 1963-ban amnesztiával szabadult. 1989-ben a pártot újraalapította, majd a párt országos örökös elnöke lett. 1990-ben országgyűlési képviselőjelölt volt. 1990 decemberében a párt és a lap megszűnt. 1990-1991 között az 56-os Szövetség alapító elnöke volt. 1991-1992 között a Független Kisgazdapárt országos dokumentumközpontjának vezetője volt. 1993-tól az 56-os Felkelők Magyarországi Szövetségének alapító elnöke volt.

## Művei
- Tanúskodnak a halálraítéltek (1989)
- Harckocsival Mindszentyért (1991)
- Ellenszélben. Háború a magyar nép ellen (1995)
- Hóhértörvények börtönországában (1997)
- Rémuralom Magyarországon (1998)